# Коморчин
Коморчин (пол. Komorczyn, нім. Kummerzin) — село в Польщі, у гміні Кобильниця Слупського повіту Поморського воєводства.
Населення — 110 осіб (2011).
У 1975-1998 роках село належало до Слупського воєводства.

## Демографія
Демографічна структура станом на 31 березня 2011 року:
|          | Загалом | Допрацездатний вік | Працездатний вік | Постпрацездатний вік |
| -------- | ------- | ------------------ | ---------------- | -------------------- |
| Чоловіки | 57      | 9                  | 42               | 6                    |
| Жінки    | 53      | 15                 | 28               | 10                   |
| Разом    | 110     | 24                 | 70               | 16                   |